# Lehtosaari (ö i Södra Savolax, Pieksämäki, lat 62,30, long 27,03)
Lehtosaari är en ö i Finland. Den ligger i sjön Ala-Siili och i kommunen Pieksämäki i den ekonomiska regionen  Pieksämäki ekonomiska region  och landskapet Södra Savolax, i den södra delen av landet, 260 km norr om huvudstaden Helsingfors. Öns area är 1,4 hektar och dess största längd är 180 meter i sydöst-nordvästlig riktning.